# Bülbül Manush
Bülbül Manush ist eine Oriental-Balkan-Funk/Weltmusik-Band.

## Geschichte
Bülbül Manush wurde 2010 von vier Musikern in Erlangen gegründet. Seit 2013 umfasst sie zwölf Stammmitglieder und bis zu 17 Gastmusiker. Die Band, die zu großen Teilen aus Medizinern besteht, sammelt Volksmusik aus „aller Herren Länder“ und präsentiert ihre Songs in mehr als acht Sprachen, darunter Türkisch, Arabisch, Mazedonisch, Ungarisch, Italienisch, Schwedisch, Griechisch und Romanes.

## Mitglieder der Band

### Bülbül Manush
- Alessandro Dargenio (Gitarre)
- Alexander Del Medico (Bass, Gitarre, Gesang)
- Daniel Bassing (Ton, Produktion)[7]
- Felix Schmitt (Drums, Percussion, Gesang, Rap)
- Ferdinand Fischer (Trompete)
- Funda Bahadir (Hauptgesang)
- Holmer Grapp (Drums, Percussion)
- Katrin Schmerler (Klarinette, Saxophon, Gesang)
- Julia Verdenhalven (Saxophon, Gesang)
- Konstantin Feller (Trompete)
- Ozan Yüksel (Schlagzeug, Perkussion, Saz, Oud, Gesang, Produktion)
- Sascha Daniel (Keyboard, Synthesizer)
- Sebastian Sterzinger (Posaune)

### Gastmusiker
- Sami Alijaj (Perkussion, Darbuka)
- Gilbert Yammine (Kanun)
- Peter Nikisch (Posaune)
- Lea Baierlein (Klarinette)
- Senem Dilara Birinci (Gesang)
- Annika Sterzinger (Altsaxophon und Klarinette)
- das projekt sÜnfonie

### Ehemalige Musiker
- Judith Förster (Klarinette, Gesang)
- Lorenz K. (Synthesizer)
- Marie Duven (Akkordeon)
- Julia Hallmeier (Hauptgesang, Querflöte)
- Benjamin Bayerschmidt
- Johannes Kugler (Cello)
- Oleksii „WindMill“ Sukhodolskyi (Darbuka, Perkussion, Gitarre, Gesang)

## Festivalteilnahmen (Auswahl)
- Umsonst und Draußen (Würzburg), 2016
- Karneval der Kulturen Berlin, 2011, 2013, 2016[8][9]
- Blues und Jazz Festival, Bamberg, 2015[10]
- Lange Nacht der Musik, München, 2013[11]
- Weinturm Open Air 2012, Bad Windsheim[4]
- St. Georgen swingt, Bayreuth, 2012[12]
- Bardentreffen 2012, Nürnberg[13]

## Diskografie

### Studioalben
- 2012: The Oriental Train Experience (BesteUnterhaltung)[6]
- 2014: Bülbül Universe

### Kompilationen
- 2012: Bardentreffen 2012 (Heartmoon Records)[14]